# خرفان (عمران)
خرفان هي إحدى قرى الجمهورية اليمنية. تتبع جغرافيا لمحافظة عمران وإداريًا لمديرية ذيبين. يبلغ تعداد سكانها 1578 نسمة حسب الإحصاء الذي أجري عام 2004.